# Estadi Moses Mabhida
L'Estadi Moses Mabhida és un estadi de futbol situat a la ciutat de Durban a Sud-àfrica, que serà una de les seus de la Copa Africana de Nacions, i que fou seu també de la Copa del Món de futbol 2010 i on es disputaren cinc partits de la primera fase, un de vuitens i també la segona semifinal. El propietari del camp és l'empresa alemanya GMP Architekten. La seva capacitat total és de 70.000 espectadors. Va ésser inaugurat el 2008.
El nom de l'estadi ret homenatge a un ex secretari general del Partit Comunista de Sud-àfrica, i està destinat a ser un estadi d'usos múltiples de categoria mundial.

## Copa del món de futbol de 2010
Partits del torneig que es varen jugar a l'estadi:
Primera fase
- 13 juny 2010: Alemanya vs Austràlia
- 16 juny 2010: Espanya vs Suïssa
- 19 juny 2010: Holanda vs Japó
- 22 juny 2010: Nigèria vs Corea del Sud
- 25 juny 2010: Brasil vs Portugal

Vuitens de final
| Països Baixos             | 2 - 1 | Eslovàquia        |
| ------------------------- | ----- | ----------------- |
| Robben 18' · Sneijder 84' | Fitxa | Vittek 90+4' (p.) |

Semifinals
| Alemanya | 0 - 1 | Espanya   |
| -------- | ----- | --------- |
|          | Fitxa | Puyol 73' |